# John Hunter (senator)
John Hunter, född 1752 i South Carolina, död 30 december 1802, var en amerikansk politiker. Han representerade delstaten South Carolina i båda kamrarna av USA:s kongress, först i representanthuset 1793-1795 och sedan i senaten 1796-1798.
Hunter var verksam som jordbrukare i trakten kring Newberry. Han var elektor för Federalistiska partiet i presidentvalet i USA 1792 och blev invald i representanthuset kongressvalet 1792. Han satt i representanthuset i två år. Han bytte parti till demokrat-republikanerna.
Hunter efterträdde 1796 Pierce Butler som senator för South Carolina. Han avgick 1798 och efterträddes av Charles Pinckney. Hunter gravsattes på Little River Dominick Presbyterian Church Cemetery i Kinards.